# Campeonato Andorrano de Futebol de 2023–24 – Primeira Divisão
A Primeira Divisão do Campeonato Andorrano de Futebol de 2023–24, também conhecida como Primera Divisió de 2023–24 e oficialmente como Lliga Multisegur Assegurances de 2023–24, é a 29.ª temporada do campeonato de clubes equivalente à primeira divisão do futebol andorrano.
A temporada conta com a participação de dez clubes [pela primeira vez]. Começou a ser disputada em 16 de setembro de 2023 e terminará em maio de 2024. O certame é organizado pela Federação Andorrana de Futebol (em catalão: Federació Andorrana de Futbol — FAF), entidade máxima do futebol em Andorra, e composto por uma temporada regular de quatro turnos no sistema de pontos corridos.
O campeão da temporada garantirá uma vaga na rodada preliminar da Liga dos Campeões de 2024–25 e o vice-campeão na primeira pré-eliminatória da Liga Conferência Europa de 2024–25.

## Regulamento
A Lliga Multisegur Assegurances de 2023–24 é constituída por dez equipes e contará com fase única de quatro turnos (dois de ida e dois de volta). O sistema adotado é o de pontos corridos, onde as equipes recebem 3 pontos por vitória, 1 por empate e nenhum em caso de derrota. Os jogos em casa e fora são simbólicos, pois todos os jogos acontecem em estádios que não pertencem aos clubes.
Ao final das 36 rodadas, o clube que acumular o maior número de pontos será declarado campeão andorrano e participará da rodada preliminar da Liga dos Campeões de 2024–25. O vice-campeão se classificará para a primeira pré-eliminatória da Liga Conferência Europa de 2024–25. Caso a equipe vencedora da Copa Constitució de 2024 seja campeão ou vice-campeão da Primera Divisió de 2023–24, o direito de participar da Liga Conferência Europa pertencerá a outro clube pela FAF.
Quanto à parte inferior da classificação, o time que obtiver a menor pontuação será automaticamente para a segunda divisão de 2024–25, enquanto o 9º colocado disputará uma repescagem (play-off) contra o quatro colocado da segunda divisão de 2023–24 para evitar o rebaixamento.

## Classificação
| Pos | Equipe                  | Pts | J  | V  | E | D  | GP | GC | SG  | Classificação                                        |
| --- | ----------------------- | --- | -- | -- | - | -- | -- | -- | --- | ---------------------------------------------------- |
| 1   | UE Santa Coloma         | 33  | 12 | 11 | 0 | 1  | 30 | 8  | +22 | Rodada preliminar da Liga dos Campeões               |
| 2   | Inter Club d'Escaldes   | 31  | 12 | 10 | 1 | 1  | 39 | 8  | +31 | Primeira pré-eliminatória da Liga Conferência Europa |
| 3   | FC Santa Coloma         | 27  | 12 | 9  | 0 | 3  | 27 | 9  | +18 |                                                      |
| 4   | Atlètic Club d'Escaldes | 20  | 12 | 6  | 2 | 4  | 25 | 11 | +14 |                                                      |
| 5   | Penya Encarnada         | 20  | 12 | 6  | 2 | 4  | 16 | 13 | +3  |                                                      |
| 6   | Ordino                  | 20  | 12 | 6  | 2 | 4  | 19 | 11 | +8  |                                                      |
| 7   | Carroi                  | 10  | 13 | 3  | 1 | 9  | 12 | 37 | −25 |                                                      |
| 8   | Pas de la Casa          | 8   | 12 | 2  | 2 | 8  | 11 | 27 | −16 |                                                      |
| 9   | Esperança               | 6   | 13 | 2  | 0 | 11 | 9  | 34 | −25 | Repescagem pela permanência                          |
| 10  | Atlètic Amèrica         | 2   | 12 | 0  | 2 | 10 | 7  | 37 | −30 | Rebaixado para a segunda divisão                     |

1. 1 2 3  Pontos de confronto direto: Atlètic Club d'Escaldes 7, Penya Encarnada 4, Ordino 3.